# ديشار برترواني
ديشار برترواني (الاسم العلمي:Pteris berteroana) هو نوع من النبات يتبع جنس الديشار من الفصيلة الديشارية.